# 于祥堡站
于祥堡站是位于宁夏回族自治区银川市贺兰县常信乡的一个已不复存在的铁路车站，邮政编码750204。车站建于1989年，有包兰铁路经过该站，车站及其上下行区间均为电气化区段。车站距离包头站488公里，隶属兰州铁路局，是五等站。
Google地球显示的航摄图像表明，于祥堡站的站房和到发线已于2013年拆除，可见该站已经在包兰线惠农至银川段增建第二线的工程中撤销。